# 高良大社
高良大社（こうらたいしゃ）是位在日本福岡縣久留米市的神社。為式內社（名神大社）、筑後國一宮、舊社格為國幣大社（現神社本廳的別表神社）。古來受到皇室的崇敬，由朝廷授與正一位。古稱高良玉垂命神社、高良玉垂宮等。

## 關連項目
- 大善寺玉垂宮
- 武內宿禰
- 蒲池久憲

## 外部連結
- 高良大社 （页面存档备份，存于）